# Zanthoxylum pilosiusculum
Zanthoxylum pilosiusculum är en vinruteväxtart som först beskrevs av Adolf Engler, och fick sitt nu gällande namn av Alma May Waterman. Zanthoxylum pilosiusculum ingår i släktet Zanthoxylum och familjen vinruteväxter. Inga underarter finns listade i Catalogue of Life.